# غيلس كوكي
غيلس كوكي (بالإنجليزية: Giles Coke)‏ (3 يونيو 1986 بلندن في المملكة المتحدة - ) هو لاعب كرة قدم بريطاني في مركز الوسط. لعب مع إيبسويتش تاون وبولتون واندررز وسويندون تاون وشيفيلد وينزداي ونادي بوري ونادي ماذرويل ونادي مانسفيلد تاون ونادي كينغستونيان ونادي نورثامبتون تاون.

## وصلات خارجية
- غيلس كوكي على موقع قاعدة بيانات كرة القدم.إي يو (الإنجليزية)
- غيلس كوكي على موقع Soccerbase.com (لاعب) (الإنجليزية)